# Pekalongan
Pekalongan – miasto w Indonezji na Jawie nad Morzem Jawajskim w prowincji Jawa Środkowa; powierzchnia 3449 ha; 258 tys. mieszkańców (2005).
Ośrodek regionu rolniczego, uprawa ryżu, herbaty, kauczukowca; przemysł spożywczy, tytoniowy i włókienniczy; ważny port morski (wywóz cukru i herbaty); wyrób słynnych batików.
Miasto należało do Sułtanatu Mataram; od początku XVIII wieku wpływy holenderskiej Kompanii Wschodnioindyjskiej; w 1753 r. Holendrzy wybudowali fort, który stoi do dziś. Od 1830 r. intensywna uprawa trzciny cukrowej spowodowała rozwój miasta jako ośrodka handlowego i wywozowego.